# Реакція Г. Маєра
Реакція Г. Маєра (англ. G. Meyer reaction) — утворення солей алкіларсенових кислот при взаємодії лужних арсенітів з алкілгалогенідами. Реакція Маєра є загальним методом синтезу органоарсонових і органоарсинових кислот. Унаслідок реакції утворюється зв'язок арсен-карбон, при цьому відбувається окислення арсену до п'ятивалентного й утворюється подвійний зв'язок арсен-оксиген. Її можна вважати арсеновим аналогом реакції Міхаеліса — Арбузова. Відкрита реакція німецьким хіміком Г. Маєром, опублікована в Chemische Berichte у 1883 році.
{\displaystyle {\mathsf {Na_{3}AsO_{3}+RX\rightarrow RAsO_{3}Na_{2}+NaX}}}
Алкілюючими агентами можуть також бути галогенпохідні з різними функціональними групами (спирти, етери, сульфіди). Ароматичні сполуки реагують важко. Реактивність алкілгалогенідів зменшується в ряду I > Br > Cl. Для неї був запропонований SN2 механізм.
Реакція Маєра є загальним методом технічного отримання аліфатичних арсинових кислот. Проводять взаємодію лужних солей арсенової кислоти з алкілгалогенидами в автоклаві під тиском або у водно-спиртовому розчині в присутності лугів.